# Prvenstvo Hrvatske u dvoranskom hokeju za žene 2020.
Prvenstvo Hrvatske u dvoranskom hokeju za žene za sezonu 2019./20. je osvojila ekipa "Zelina" iz Svetog Ivana Zeline. 
 
Prvenstvo je igrano od početka siječnja do početka ožujka 2020. godine. 

## Sudionici
- Jedinstvo – Zagreb
- "Mladost" – Zagreb
- "Trešnjevka" – Zagreb
- "Zelina" – Sveti Ivan Zelina
- "Zelina II" – Sveti Ivan Zelina
- "Zrinjevac" – Zagreb

## Ljestvica i rezultati

### Ligaški dio
Ljestvica
| mj | klub       | ut | pob | ner | por | gol+ | gol- | bod |             |
| -- | ---------- | -- | --- | --- | --- | ---- | ---- | --- | ----------- |
| 1. | Mladost    | 5  | 5   | 0   | 0   | 63   | 6    | 15  | doigravanje |
| 2. | Zelina     | 5  | 4   | 0   | 1   | 70   | 9    | 12  | doigravanje |
| 3. | Zrinjevac  | 5  | 3   | 0   | 2   | 31   | 28   | 9   | doigravanje |
| 4. | Jedinstvo  | 5  | 2   | 0   | 3   | 21   | 37   | 6   | doigravanje |
| 5. | Trešnjevka | 5  | 1   | 0   | 4   | 9    | 62   | 3   |             |
| 6. | Zelina II  | 5  | 0   | 0   | 5   | 8    | 60   | 0   |             |

Rezultati

### Doigravanje
| datum            | klub1         | rez           | klub2         |
| poluzavršnica    | poluzavršnica | poluzavršnica | poluzavršnica |
| ---------------- | ------------- | ------------- | ------------- |
| 29. veljače 202. | Mladost       | 20:2          | Jedinstvo     |
| 29. veljače 202. | Zelina        | 7:0           | Zrinjevac     |
|                  |               |               |               |
| za 3. mjesto     |               |               |               |
| 1. ožujka 2020.  | Jedinstvo     | 5:7           | Zrinjevac     |
|                  |               |               |               |
| završnica        |               |               |               |
| 1. ožujka 2020.  | Mladost       | 0:1           | Zelina        |

### Konačni poredak
| mj | klub                          |
| -- | ----------------------------- |
| 1. | Zelina (Sveti Ivan Zelina)    |
| 2. | Mladost Zagreb                |
|    |                               |
| 3. | Zrinjevac Zagreb              |
| 4. | Jedinstvo Zagreb              |
|    |                               |
| 5. | Trešnjevka Zagreb             |
| 6. | Zelina II (Sveti Ivan Zelina) |

## Vanjske poveznice
- hhs-chf.hr, Hrvatski hokejski savez
- hhs-chf.hr, Dvoransko prvenstvo Hrvatske za seniore i seniorke